# Попешти (Миклешти)
Попешти (рум. Popești) насеље је у Румунији у округу Васлуј у општини Миклешти. Oпштина се налази на надморској висини од 181 m.

## Становништво
Према подацима из 2002. године у насељу је живело 498 становника, од којих су сви румунске националности.